# فرودگاه بین‌المللی اوژهورود
فرودگاه بین‌المللی اوژهورود  (به انگلیسی: Uzhhorod International Airport) یک فرودگاه همگانی با کد یاتا UDJ است که یک باند فرود آسفالت دارد و طول باند آن ۲۰۳۸ متر است. این فرودگاه در شهر اوژهورود کشور اوکراین قرار دارد و در ارتفاع ۱۱۷ متری از سطح دریا واقع شده‌است.

## شرکت‌های هواپیمایی و مقصدهای پروازی
As of July 2016, there are no longer any scheduled services at the airport as موتور سیچ ایرلاینز ceased its domestic service to کی‌یف which was the only destination from Uzhhorod.